# A melós
A melós (eredeti cím: A Working Man) 2025-ös amerikai akcióthriller, amelyet saját és Sylvester Stallone forgatókönyvéből David Ayer rendezett. A történet alapjául Chuck Dixon 2014-es Levon's Trade című regénye szolgált. A főbb szerepekben Jason Statham, David Harbour, Michael Peña és Jason Flemyng látható.
A filmet az Amerikai Egyesült Államokban az Amazon MGM Studios, nemzetközileg 2025. március 28-án a Warner Bros. Pictures, míg Magyarországon egy nappal korábban, március 27-én az InterCom Zrt. forgalmazásában mutatták be a mozikban.

## Cselekmény
Levon Cade, a Brit Királyi Haditengerészet egykori kommandósa immár nyugodt életet él: építőmunkásként dolgozik Chicagóban, és szoros kapcsolatot ápol a céget vezető Garcia családdal. Amikor a család tizenéves lányát, Jennyt orosz emberkereskedők elrabolják, Levon kénytelen katonai tudását felhasználni, hogy hazahozza a lányt.
A szervezetet a Bratva, az orosz maffia vezeti, élén Symon Kharchenkóval. Miután Levon megöli a maffia egyik magas rangú tagját, Wolo Kolisnykót, Symon a fiait, Danyát és Vankót küldi Levon után. Levon drogdílernek adja ki magát, hogy beépüljön a szervezetbe, így sikerül közel kerülnie Wolo fiához, Dimihez, aki az emberkereskedelemért felelős. Jenny fogvatartói, Viper és Artemis megpróbálják prostituáltként eladni a lányt egy kuncsaftnak, de Jenny megharapja a férfi arcát. Parancsot adnak a lány megölésére, de az ügyfél az utolsó pillanatban meggondolja magát.
Közben Danya és Vanko korrupt rendőrök segítségével elkapja Levont, de a volt kommandósnak sikerül kiszabadulnia, és megöli őket. Ezután Levon elviszi a lányát, Merryt volt katonatársához, Gunnyhoz, miután a gengszterek kiderítik Levon személyazonosságát és rátámadnak az apósára. Levon megtalálja Dimit, és arra kényszeríti, vezesse el őt a táborba, ahol Jennyt fogva tartják. Miután Levon végez Dimivel, megöli az útjába kerülő összes bűnözőt, köztük egy oroszok által felbérelt motoros bandát és annak vezetőjét is.
Végül Levon megtalálja Jennyt, megöli az ügyfelet és Vipert, míg Jenny Artemisszel végez. Levon az utolsó néhány bűnözőt is ártalmatlanná teszi, mielőtt Jennyel elmenekülne a helyszínről. Symon bátyja parancsba adja testvérének, hogy hagyja békén Levont, mert a bűnszervezetben senki sem fog segíteni neki egy esetleges bosszúhadjáratban.
Levon hazaviszi Jennyt családjához, majd hazatérve otthonába együtt vacsorázik Merryvel és Gunnyval.

## Szereplők
| Szerep                  | Színész            | Magyar hang     |
| ----------------------- | ------------------ | --------------- |
| Levon Cade              | Jason Statham      | Epres Attila    |
| Wolo Kolisnyk           | Jason Flemyng      | Holl Nándor     |
| Yuri                    | Merab Ninidze      | Katona Zoltán   |
| Dimi Kolisnyk           | Maximilian Osinski | Seder Gábor     |
| Dougie                  | Cokey Falkow       | Kapácsy Miklós  |
| Jenny Garcia            | Arianna Rivas      | Csifó Dorina    |
| Joe Garcia              | Michael Peña       | Csőre Gábor     |
| Gunny Lefferty          | David Harbour      | Király Attila   |
| Carla Garcia            | Noemi Gonzalez     | Solecki Janka   |
| Viper                   | Emmett J. Scanlan  | Zámbori Soma    |
| Artemis                 | Eve Mauro          | Kelemen Kata    |
| Merry Cade, Levon lánya | Isla Gie           | Hegedűs Johanna |
| Svetlana Kolisnyk       | Kristina Poli      |                 |
| Symon Kharchenko        | Andrej Kaminsky    | Rosta Sándor    |
| Danya Kharchenko        | Greg Kolpakchi     | Bor László      |
| Vanko Kharchenko        | Piotr Witkowski    | Baráth István   |
| Dutch                   | Chidi Ajufo        | Bognár Tamás    |
| Karp                    | Max Croes          |                 |
| Mr. Broward             | Kenneth Collard    | Koncz István    |
| Dr. Jordan Roth         | Richard Heap       | Papucsek Vilmos |
| Johnny, a csapos        | David Witts        | Szatory Dávid   |
| Nina                    | Alana Boden        | Gáspár Kata     |

### Magyar változat
- Magyar szöveg: Gecse Attila
- Lektor: Paszternák Klára
- Keverőhangmérnök: Szabó Péter
- Felvevő hangmérnök: Igor Lattes
- Szinkronrendező: Szabó Zselyke
- Produkciós vezető: Gyarmati Zsolt

A szinkront a Masterfilm Digital Kft. készítette el.

## A film készítése
Sylvester Stallone eredetileg Chuck Dixon Levon's Trade című regényét televíziós sorozatként akarta feldolgozni Balboa Productions nevű cégén keresztül. A projektből film lett, amelyet a 2023-as American Film Market elnevezésű rendezvényen adtak el. Bejelentették, hogy a film rendezője David Ayer, főszereplője pedig Jason Statham lesz. 2024 januárjában az Amazon MGM Studios megvásárolta a film amerikai és egyes nemzetközi forgalmazási jogait a Black Bear Internationaltől, amely a filmet a többi országban független forgalmazóknak adta el. Az adaptációt részben azért kezdték el kidolgozni, mert Dixon több kapcsolódó regényt is írt, emiatt a folytatás lehetősége is felkerült.
2024 áprilisában David Harbour, Michael Peña, Jason Flemyng, Arianna Rivas, Noemi Gonzalez, Emmett J. Scanlan, Eve Mauro, Maximilian Osinski, Kristina Poli, Andrej Kaminsky és Isla Gie csatlakozott a szereplőgárdához, egyelőre ismeretlen szerepekben.
A forgatás 2024 áprilisában kezdődött Londonban. A film felvételei a berkshire-i Winnersh Filmstúdióban is zajlottak, ahol május 31-én fejeződtek be a munkálatok.

## Fordítás
- Ez a szócikk részben vagy egészben  az   A Working Man című angol Wikipédia-szócikk ezen változatának fordításán alapul.  Az eredeti cikk szerkesztőit annak laptörténete sorolja fel. Ez a jelzés csupán a megfogalmazás eredetét és a szerzői jogokat jelzi, nem szolgál a cikkben szereplő információk forrásmegjelöléseként.